# دبلیوآر ۱۲۴

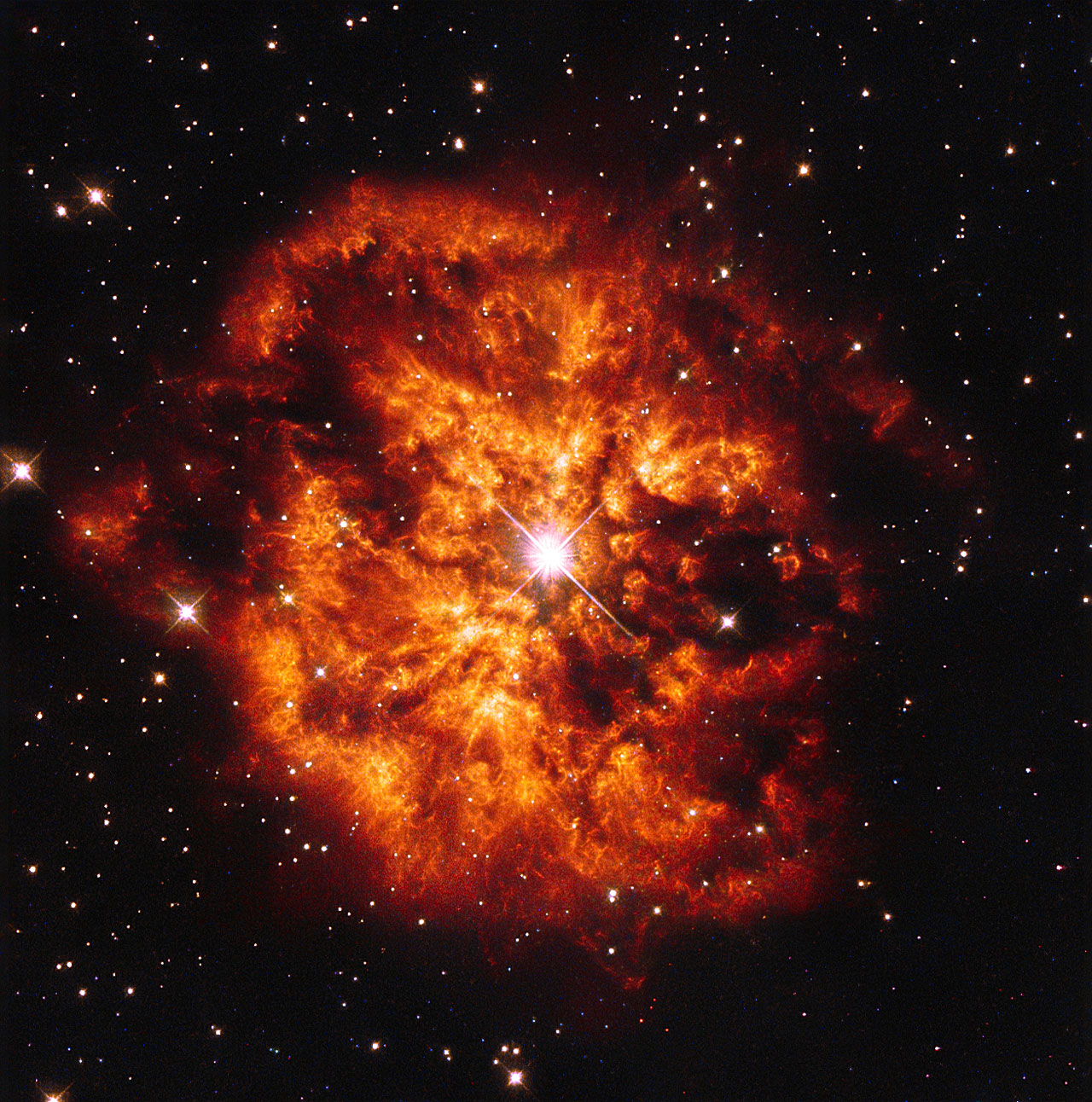
تصویری بوسیلهٔ تلسکوپ فضایی هابل از سحابی m1-67 پیرامون ستاره ولف-رایهٔ دبلیو-آر ۱۲۴

دبلیوآر ۱۲۴ (انگلیسی: WR ۱۲۴)؛ یک ستاره ولف–رایه در صورت فلکی پیکان و یکی از سریع‌ترین ستارگان کهکشان با سرعت شعاعی در حدود ۲۰۰ کیلومتر بر ثانیه است. این ستاره در سال ۱۹۳۸ میلادی توسط پل ویلارد مریل کشف و به عنوان یک ستارهٔ ولف–رایهٔ با سرعت بالا، معرفی شد.